# Андреас Кацулас
Андреас Кацулас (на английски: Andreas Katsulas) е американски телевизионен и филмов актьор от гръцки произход.

## Биография
Роден на 18 май 1946 г. в Сейнт Луис, Мисури.
Познат е на зрителя преди всичко от ролята на едноръкия убиец Фредерик Сайкс във филма от 1993 г. „Беглецът“. Участва също така в „Сицилианецът“, както и в няколко епизода от поредиците „Еквалаизер“, „Полицейско управление Ню Йорк“, „Хилядолетие“, „Стар Трек: Следващото поколение“, „Стар Трек: Ентърпрайз“ и „Вавилон 5: Легендата за рейнджърите“.
Умира от белодробен рак в дома си в Лос Анджелис на 13 февруари 2006 г.

## Избрана филмография
- „Рагтайм“ (1981)
- „Някой да ме пази“ (1987)
- „Сицилианецът“ (1987)
- „Последният от рода“ (1989)
- „Истинска самоличност“ (1991)
- „За всичко е виновен пиколото“ (1992)
- „Вавилон 5“ (1993, пилотен филм „Срещата“)
- „Смотаняци 2“ (1993)
- „Беглецът“ (1993)
- „Извънредно решение“ (1996)
- „Вавилон 5: В началото“ (1998)
- „Вавилон 5: Легендата за рейнджърите“ (2002)
- „Полицейско управление Ню Йорк“ (сериал)
- „Стар Трек: Следващото поколение“ (сериал)
- „Стар Трек: Ентърпрайз“ (сериал)